# 익산 고도리 석조여래입상
익산 고도리 석조여래입상(益山 古都里 石造如來立像)은 대한민국 전북특별자치도 익산시 금마면에 있는 고려시대의 불상이다.
1963년 1월 21일 대한민국의 보물 제46호 익산고도리석불입상(益山古都里石佛立像)으로 지정되었다가, 2010년 8월 25일 현재의 명칭으로 변경되었다.

## 개요
약 200m의 거리를 사이에 두고 마주 서 있는 2구의 석상으로, 사다리꼴 모양의 돌기둥에 얼굴, 손, 대좌 등이 표현되어 있다.
이 불상에 얽힌 전설에 의하면 음력 12월에 두 불상이 만나 1년 동안의 회포를 풀고 새벽닭 우는 소리를 듣고 제자리로 돌아가는 남녀상이라고 한다.
머리에는 4각형의 높은 관(冠) 위에 다시 4각형의 갓을 쓰고 있다. 4각형의 얼굴에는 가는 눈, 짧은 코, 작은 입이 간신히 표현되어 있는데, 토속적인 수호신의 표정이다. 목은 무척 짧게 표현되어서 어깨와 얼굴이 거의 붙어 있는 셈이다. 몸은 사다리꼴의 돌기둥으로 굴곡이 없으며, 팔은 표현되지 않고 손이 간신히 배에 나타내었다. 도포자락 같은 옷은 특별한 무늬없이 몇 줄의 선으로 표현하였다. 대좌(臺座)와 불상을 같은 돌에 새겼는데, 앞면을 약간 깍아 대좌같은 모양을 만들고 있다.
사다리꼴의 돌기둥 같은 신체나 비사실적인 조각수법이 마치 분묘(墳墓)의 석인상(石人像)과 비슷하다. 고려시대에 이르면 신체표현이 지극히 절제된 거대한 석상이 많이 만들어지는데 이 불상 역시 그러한 작품 중의 하나로 보인다.

## 현지 안내문

### 한글 설명
익산 고도리 석조여래입상은 돌로 만든 불상으로 두 개의 불상이 약 200m의 거리를 사이에 두고 마주 보며 서 있다. 두 불상이 평소에는 떨어져 지내다가 매년 음력 12월이 되면 만나서 회포를 풀고 새벽에 닭 우는 소리가 들리면 제자리로 돌아갔다는 전설이 전해진다.
이 두 개의 불상은 머리부터 받침돌까지 돌기둥 한 개를 사용하여 만들었는데, 머리 위에 높고 네모난 갓 모양의 관을 쓰고 있다. 고려 시대에 돌로 만든 불상은 신체를 단순하게 표현하고 큰 돌을 사용하였는데, 익산 고도리 석조여래입상 역시 그러한 작품 가운데 하나이다.

### 영문 설명
Stone Standing Buddhas in Godo-ri, Iksan
Treasure No. 46
These two stone standing buddhas face one another about 200 m apart. Each statue, including its pedestal, was carved from a single piece of stone.
The huge size of the buddhas and their roughly expressed bodies are typical characteristics of stone Buddhist statues made during the Goryeo period (918-1392).
According to a local legend, these two stone buddhas meet at midnight once a year in the twelfth lunar month. They spend the night catching up with one another until a rooster crows at dawn, when they separate and return to their usual spots.

## 참고 자료
- 익산 고도리 석조여래입상 - 국가유산청 국가유산포털